# Thalassa (Mond)
Thalassa (auch Neptun IV) ist der zweitinnerste Mond des Planeten Neptun.

## Entdeckung und Benennung
Thalassa wurde im September 1989 von Richard John Terrile auf fotografischen Aufnahmen der Raumsonde Voyager 2 entdeckt, wohl am oder kurz vor dem 18. September. Die Entdeckung wurde am 29. September 1989 bekanntgegeben; der Mond bekam die vorläufige Bezeichnung S/1989 N 5.
Am 16. September wurde der Mond von der Internationalen Astronomischen Union (IAU) nach Thalassa benannt, einer Meeresgöttin aus der griechischen Mythologie.

## Bahneigenschaften

### Umlaufbahn
Thalassa umkreist Neptun auf einer prograden, fast perfekt kreisförmigen Umlaufbahn in einem mittleren Abstand von 50.075 km (ca. 2,022 Neptunradien) von dessen Zentrum, also 25.311 km über dessen Wolkenobergrenze. Die Bahnexzentrizität beträgt 0,0002, die Bahn ist 0,21° gegenüber dem Äquator von Neptun geneigt.
Die Umlaufbahn des innersten Mondes Naiad ist nur 1.840 km von Thalassas Orbit entfernt, die des nächstäußeren Mondes Despina 2.450 km. Thalassa (sowie Naiad und Despina) befindet sich inmitten der beiden innersten Neptunringe, des Galle-Rings (1989 N3R), der 8.100 km vom Naiad-Orbit entfernt ist und des LeVerrier-Rings (1989 N2R) in 3.130 km Entfernung, wo sich bereits die Innenkante des breiten staubigen Lassell-Rings (1989 N4R) befindet.
Thalassa umläuft Neptun in rund 7 Stunden, 28 Minuten und 34 Sekunden. Da dies schneller ist als die Rotation des Neptun, geht Thalassa vom Neptun aus gesehen im Westen auf und im Osten unter.
Der Mond bewegt sich innerhalb eines kritischen Abstandes, nahe der Roche-Grenze, in einer absinkenden Bahn um den Planeten und ist dabei starken Gezeitenkräften ausgesetzt. Der Mond wird irgendwann zerrissen werden und sich zu einem Ring ausbilden oder in die Gasschichten des Neptuns stürzen beziehungsweise verglühen. Im ersteren Fall ist es möglich, dass die Fragmente bis zur Bahn von Despina geschleudert werden.

## Physikalische Eigenschaften
Thalassa ist ein dunkler, unregelmäßig geformter Körper mit einer Ausdehnung von 104 × 100 × 52 km, die dem Mond eine ungewöhnlich linsenförmige Struktur verleiht. Er ist der siebtgrößte der bekannten Neptunmonde. Offenbar wurde der Mond durch keine geologischen Prozesse nach seiner Entstehung geformt. Es ist wahrscheinlich, dass Thalassa zu den Rubble Piles gehört, die sich aus Fragmenten von ursprünglichen Monden locker zusammengesetzt haben, die auseinandergebrochen sind, nachdem Neptuns größter Mond Triton von Neptun auf eine anfänglich sehr exzentrische Bahn gezwungen wurde.

## Erforschung
Da Thalassa erst beim Voyager-2-Vorbeiflug entdeckt wurde, konnten – durch die Bewegung der Sonde verursacht – nur verschmierte Bilder von Thalassa gemacht werden. Seit dem Vorbeiflug wurde das Neptunsystem von erdbasierten Beobachtungen wie auch dem Hubble-Weltraumteleskop intensiv studiert. 2002–2003 beobachtete das Keck-Observatorium das System mittels adaptiver Optik, wobei Thalassa in Bildprozessen wieder lokalisiert und beobachtet werden konnte.